# Cal·línic IV
Cal·línic IV (en grec Καλλίνικος Ε') va ser patriarca de Constantinoble de l'any 1801 al 1806 i del 1808 al 1809.
Havia nascut a Mudanya, i les seves activitats com a patriarca van girar en torn a l'organització i al dret de les parròquies.